# 綠車站

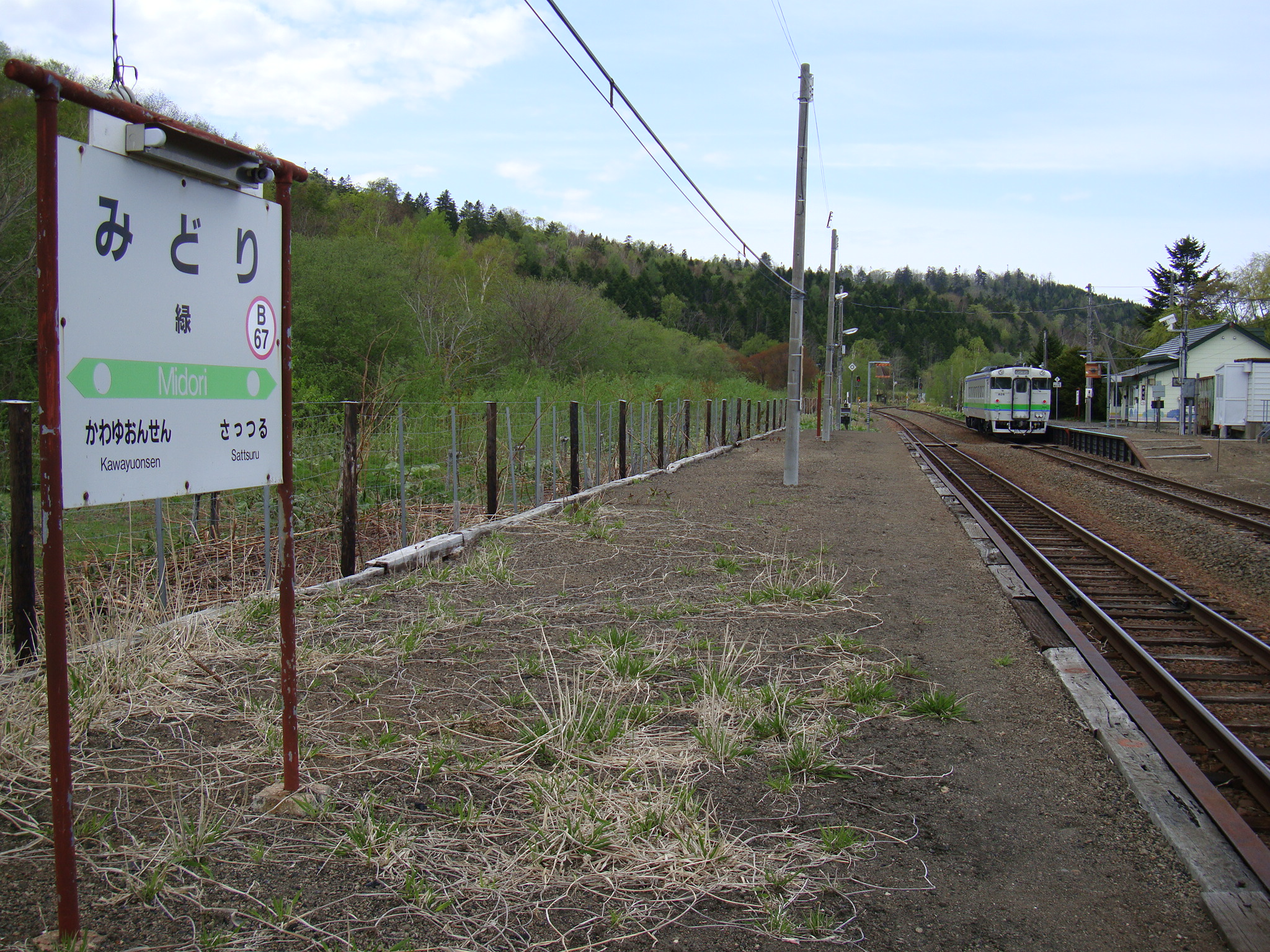
車站月台

綠車站（日语：／ Midori eki */?）是一由北海道旅客鐵道（JR北海道）所經營的鐵路車站，位於日本北海道斜里郡清里町境內，是釧網本線沿線的一個無人車站。隸屬JR北海道釧路支社管轄範圍，由知床斜里代管。
本站在1931年初設站時原名上札鶴。1955年（昭和30年）時町制實施，附近地區被命名為「綠町」，因此站名也在隔年（1956年）4月10日時依照所在行政區劃名被改為目前的綠。

## 車站構造
對向式月台2面2線的地面車站。2號月台設有站內平交道。曾經2號月台後為副本線，側式月台、島式月台混合的2面3線。另外，貨物月台設有較多的側線。知床斜里站管理的無人站。

### 月台配置
| 月台 | 路線      | 方向 | 目的地                   | 備註         |
| ---- | --------- | ---- | ------------------------ | ------------ |
| 1    | ■釧網本線 | 下行 | 摩周、標茶、釧路方向     |              |
| 1    | ■釧網本線 | 上行 | 知床斜里、網走、北見方向 | （此站始發） |
| 2    | ■釧網本線 | 上行 | 知床斜里、網走方向       |              |

## 歷史
- 1931年（昭和6年）9月20日 - 以國有鐵道上札鶴車站（かみさっつるえき）開始營業，為一般車站。
- 1956年（昭和31年）4月10日 - 因町制施行，車站名稱改為綠車站。
- 1968年（昭和43年）7月16日 - 與川湯車站之間的蒸氣火車輔助用旋車盤停止使用。
- 1982年（昭和57年）9月10日 - 廢除貨運處理。
- 1984年（昭和59年）2月1日 - 廢除行李處理。
- 1986年（昭和61年）11月1日 - 車站無人化。
- 1987年（昭和62年）4月1日 - 國鐵分割民營化後，由JR北海道繼承。
- 2001年（平成13年）9月16日 - 釧網本線全線通行70周年紀念儀式在本車站舉行。

## 車站周邊
- 北海道道1115號摩周湖斜里線
- 清里町公所綠町分所
- 斜里警察署綠駐在所
- 綠郵政局
- 綠之湯（天然溫泉設施）
- 斜里巴士「綠」車站

## 相鄰車站
北海道旅客鐵道（JR北海道）
■釧網本線
快速「知床」、普通
札弦（B68）－綠（B67）－川湯溫泉（B66）

## 外部連結
- （日語）JR北海道 – 綠車站 （页面存档备份，存于）
- （日語）全驛參觀之旅 （页面存档备份，存于）